# 中国少年报社
中国少年报社位于北京，是中国大陆的一家少年报社。2000年与中国少年儿童出版社合建中国少年儿童新闻出版总社。旗下报刊有：
- 《中国少年报》
- 《中国儿童报》
- 《中国儿童报-动物大世界》
- 《中国中学生报》
- 《中国少年英语报》
- 《中学生》
- 《我们爱科学》
- 《儿童文学》
- 《中国少年儿童》
- 《幼儿画报》
- 《婴儿画报》
- 《中国少年文摘》
- 《中国卡通》
- 《知心姐姐》
- 《中国少儿出版》

## 相关链接
- 中国少年报-中少在线（页面存档备份，存于）